# Athetis excelsa
Athetis excelsa är en fjärilsart som beskrevs av Pierre Claude Rougeot och François Louis Nompar de Caumont de Laporte 1983. Athetis excelsa ingår i släktet Athetis och familjen nattflyn. Inga underarter finns listade i Catalogue of Life.